# Domasze (obwód brzeski)
Domasze (biał. Дамашы, Damaszy; ros. Домаши, Domaszi) – wieś na Białorusi, w obwodzie brzeskim, w rejonie lachowickim, w sielsowiecie Żerebkowicze.

## Historia
W dwudziestoleciu międzywojennym leżały w Polsce, w województwie nowogródzkim, w powiecie baranowickim, w gminie Darewo. W 1921 miejscowość liczyła 370 mieszkańców, zamieszkałych w 67 budynkach, w tym 367 Białorusinów i 3 Polaków. 363 mieszkańców było wyznania prawosławnego i 7 mojżeszowego.
Po II wojnie światowej w granicach Związku Sowieckiego. Od 1991 w niepodległej Białorusi.